# Cerianthus roulei
Cerianthus roulei is een Cerianthariasoort uit de familie van de Cerianthidae. De wetenschappelijke naam van de soort is voor het eerst geldig gepubliceerd in 1912 door Carlgren.